# Ilshofen
Ilshofen (pronunciación en alemán: /ɪlsˈhoːfn̩/ⓘ) es una ciudad alemana perteneciente al distrito de Schwäbisch Hall de Baden-Wurtemberg.

## Localización
Se ubica junto a la autovía A6, a medio camino entre Stuttgart y Núremberg, unos 15 km al noreste de la capital distrital Schwäbisch Hall.

## Historia
Se conoce la existencia de la localidad desde 1288, cuando se menciona como un territorio de los condes de Flügelau. En 1330, el emperador Luis IV de Baviera le concedió el título de ciudad. Con el tiempo, la casa de Hohenlohe vendió la ciudad para pagar sus deudas a las ciudades imperiales de Dinkelsbühl, Rothenburg ob der Tauber y Schwäbisch Hall, quedándose finalmente esta ciudad con todo el territorio de Ilshofen hasta su incorporación a Wurtemberg en 1802.
Entre 1971 y 1975, el territorio de la ciudad aumentó con la incorporación de los hasta entonces municipios de Eckartshausen, Obersteinach, Ruppertshofen y Unteraspach.

## Demografía
A 31 de diciembre de 2017 tiene 6470 habitantes.